# Turkmeense oehoe
De Turkmeense oehoe (Bubo bubo turcomanus) is een ondersoort van de oehoe. De oehoe heeft een lichaamslengte van tussen de 60 en 70 cm en een spanwijdte van tussen de 155 en 190 cm. De Turkmeense oehoe heeft een ringmaat van 24 mm en is geslachtsrijp na 24 maanden. De oehoe broedt in het voorjaar en heeft een broedtijd van tussen de 30 en 32 dagen.